# ОФБУ Юниаструм Банк
ОФБУ Юниаструм-банка — общие фонды банковского управления Юниаструм банка. ОФБУ представляет собой коллективную форму инвестирования через доверительное управление. В короткой истории становления рынка ОФБУ России Юниаструм-банк как доверительный управляющий создал прецедент катастрофического обрушения стоимости активов паевых фондов, находящихся в его управлении.

## История привлечения средств и их обесценения
С 2004 года КБ «Юниаструм-банк» по всей стране стал привлекать деньги граждан в доверительное управление ОФБУ «Премьер». Банк создал 78 инвестиционных фондов, которые разрекламировал, как очень надёжное вложение денег в акции крупнейших компаний России, развитых и развивающихся стран, а также в золото, серебро, нефть и драгоценные металлы. Были фонды, которые банк рекламировал как фонды низкого риска (облигационные или денежного рынка). 29 сентября 2008 года несколько десятков фондов, в которых по оценкам пайщиков находилось до 80 % активов, обесценились на 90 % в течение одних суток.

## Проверка Счётной палаты
Счётная палата Российской Федерации после многочисленных жалоб провела проверку и в решении от 15 мая 2009 года № 24К (661) написала:

Действия должностных лиц ФСФР России по принятию решения о возобновлении КБ «Юниаструм банк» (ООО) действия лицензии имеют признаки использования ими служебных полномочий вопреки интересам службы, что повлекло существенное нарушение прав и законных интересов граждан и организаций — клиентов и вкладчиков КБ «Юниаструм банк» (ООО), а также охраняемых законом интересов общества и государства, то есть содержат признаки уголовно наказуемого деяния и иных коррупционных проявлений….

Как заявил председатель Счётной палаты РФ Сергей Степашин, Юниаструм-банк в течение 2008 года «предоставлял в ФСФР не полностью заполненные формы отчетности. Проверку этой организации служба провела только под давлением многочисленных жалоб клиентов. В декабре 2008 года ФСФР приостановила ей лицензию по управлению ценными бумагами, но уже через две недели возобновила. Между тем, как установила Счётная палата, нарушения полностью устранены не были. 16 апреля 2009 года мы отправили соответствующее письмо в ФСБ России. Уголовное дело, насколько мне известно, возбуждено не было».

## Судебные иски
Управлением Федеральной антимонопольной службы по Республике Татарстан установлено, что в буклетах ООО КБ «Юниаструм-банк» не содержалось ключевой информации о сделках РЕПО, и другой существенной информации о структуре портфелей. В ноябре 2009 года Арбитражный суд РТ указал в своем решении, что «инвесторы были введены в заблуждение и понесли убытки, вследствие того, что фактические параметры Фондов, (уровень и характер риска, принятого Фондами из-за действий КБ „Юниаструм банк“ (ООО), резко отличались от рекламируемых…» .
Несмотря на это, пайщики согласно ст. 1020, 1022 ГК РФ не могут добиться от доверительного управляющего в лице Юниаструм-банк возмещения нанесённого им материального ущерба.

## Открытое письмо введенных в заблуждение вкладчиков
107 жителей города Снежинск потеряли до 90 % своих инвестиций, находящихся в доверительном управлении ОФБУ «Премьер» Юниаструм-банка. В рекламных проспектах Юниаструм-банк обещал инвестировать деньги в зарубежные активы. В портфелях ОФБУ оказались многократно перезаложены (через сделки РЕПО) отечественные облигации и векселя. Кризис миновал, фондовые рынки восстановились, а инвестиции в фонды «Премьер» Юниаструм-банк так и остались обесцененными. 24 мая 2010 года пайщики ОФБУ «Премьер» КБ «Юниаструм-банк» Снежинска опубликовали открытое письмо Президенту России Д. А. Медведеву.
Тысячи граждан РФ, инвестировавших средства в доверительное управление ОФБУ Юниаструм-банк, объединили свои усилия в борьбе за возврат потерянных денег на независимом сайте пайщиков «АнтиЮни».

## Выигранное дело
В 2015 году пострадавшая от ОФБУ Юниаструм-банк Т. Н. Беляева выиграла дело и взыскала с банка убытки, причиненные ненадлежащим доверительным управлением имуществом, переданным в управление Юниаструм-банком, а также утратой доверительным управляющим части имущества учредителя управления.